# Urupim
Urupim ou Oropim é um ritual que ocorre logo depois do panã, na feitura de santo. Tem como objetivo despachar o cabelo dos iniciados e todos seus objetos que serviu na sua iniciação, como adoxu, ecodidé, Mariô, resto de efum que usou em sua pintura e vários tipos de comida ritual. Tudo é devidamente embrulhado em pano branco, posto em um alguidar e colocado na cabeça do iaô, os cânticos são entoados, o noviço dá três voltas no barracão, seguindo para um rio ou mar, para entregar esta importante oferenda, que simboliza a despedida da sua vida de abiã. Este rito acontece também, toda vez que um adepto passa por ritual de raspar a cabeça, seja na mudança de nação ou quando for tirar a Mão de Vumbe.